# Blaasoctet
Een blaasoctet is een bezetting van acht blaasinstrumenten in de vaste combinatie 2 hobo's, 2 klarinetten, 2 fagotten en 2 hoorns of het ensemble met deze samenstelling dat deze muziekstukken uitvoert. 
De bezetting werd vooral gebruikt voor harmoniemusik, transcripties van opera's en symfonieën, zodat deze muziek ook ten gehore gebracht kon worden als er geen compleet symfonieorkest beschikbaar was.
Een blaasoctet kan worden uitgebreid met twee dwarsfluiten tot een dubbel blaaskwintet.